# Julia (мова програмування)
Julia — високорівнева динамічна мова програмування, яку було первинно розроблено для задоволення потреб високопродуктивного чисельного аналізу та обчислювальної науки, без потреби швидкої окремої компіляції, також підходить для вебу як для клієнтської так і серверної частини, програмного забезпечення низького рівня або як мова специфікації.
До особливих аспектів дизайну Julia належать система типізації з параметричним поліморфізмом та типи в повністю динамічній мові програмування та множинній диспетчеризації як основній парадигмі програмування. Це дає змогу виконувати одночасне, паралельне та розподілене обчислення, а також прямі виклики бібліотек C і Fortran без додаткового коду.
Синтаксис Julia близький до MATLAB з запозиченням деяких елементів з Ruby і Lisp. Метод маніпуляції рядками нагадує Perl. Julia має вбудованого збирача сміття, використовує незмінну оцінку та містить ефективні бібліотеки для розрахунків з рухомою комою, лінійної алгебри, генерації випадкових чисел та регулярних виразів. Набагато більше наукових (та інших) бібліотек доступні для використання.
Код проекту поширюється під ліцензією MIT.

## Історія
Роботу над Julia було розпочато 2009 року Джефом Безансоном, Стефаном Карпінським, Віралом Б. Шахом та Аланом Едельманом, який поставив завдання створити вільну мову, яка була б високорівневою і водночас швидкою. 14 лютого 2012 року команда запустила вебсайт із повідомленням в блозі, що пояснює місію мови. Офіційної причини для назви «Julia» немає.

## Особливості
Ключові особливості мови:
- Висока продуктивність: однією з ключових цілей проекту є досягнення продуктивності близької до програм  мовою Сі. Компілятор Julia заснований на напрацюваннях проекту LLVM і генерує ефективний нативний машинний код для багатьох цільових платформ;
- Підтримка різних парадигм програмування, включно з елементами об'єктно-орієнтованого і функційного програмування. Стандартна бібліотека надає в тому числі функції для асинхронного вводу/виводу, управління процесами, ведення логів, профілювання і управління пакетами;
- Динамічна типізація: мова не потребує явного визначення типів для змінних за аналогією зі скриптовими мовами програмування. Підтримується інтерактивний режим роботи;
- Опціональна можливість явного вказування типів;
- Синтаксис, який чудово підходить для чисельних і наукових розрахунків, систем машинного навчання і візуалізації даних. Підтримка багатьох числових типів даних і засоби для розпаралелювання обчислень.
- Можливість прямого виклику функцій з бібліотек мови Сі без додаткових прошарків.

## Приклад коду
Приклад функції:
```
function
 
mandel
(
z
)

    
c
 
=
 
z

    
maxiter
 
=
 
80

    
for
 
n
 
=
 
1
:
maxiter

        
if
 
abs
(
z
)
 
>
 
2

            
return
 
n
-
1

        
end

        
z
 
=
 
z
^
2
 
+
 
c

    
end

    
return
 
maxiter

end

function
 
randmatstat
(
t
)

    
n
 
=
 
5

    
v
 
=
 
zeros
(
t
)

    
w
 
=
 
zeros
(
t
)

    
for
 
i
 
=
 
1
:
t

        
a
 
=
 
randn
(
n
,
n
)

        
b
 
=
 
randn
(
n
,
n
)

        
c
 
=
 
randn
(
n
,
n
)

        
d
 
=
 
randn
(
n
,
n
)

        
P
 
=
 
[
a
 
b
 
c
 
d
]

        
Q
 
=
 
[
a
 
b
;
 
c
 
d
]

        
v
[
i
]
 
=
 
trace
((
P
.'*
P
)
^
4
)

        
w
[
i
]
 
=
 
trace
((
Q
.'*
Q
)
^
4
)

    
end

    
std
(
v
)
/
mean
(
v
),
 
std
(
w
)
/
mean
(
w
)

end

```

Приклад паралельного обчислення 100.000.000 результатів випадкового підкидання монети:
```
nheads
 
=
 
@parallel
 
(
+
)
 
for
 
i
=
1
:
100000000

  
randbit
()

end

```

## JIT Компілятор
Компілятор JIT (just-in-time), розроблений на основі LLVM Julia, у поєднанні з його дизайном, дозволяє мові відповідати продуктивності C-мови в декількох сценаріях. Щоб отримати уявлення про відносну продуктивність Julia в порівнянні з іншими мовами, які може бути використано для чисельного та наукового обчислення, ми пишемо невеликий набір мікро-тестів різними мовами: C, Fortran, Julia, Python, Matlab / Octave, R, JavaScript, Java, Lua, Go і Mathematica. Результати наступних мікро-тестів було отримано з використанням одноядерного (послідовного виконання) процесора Intel Core i7-3960X з частотою 3,30 ГГц із 64 Гб 1600 МГц оперативної пам'яті DDR3, за допомогою дистрибутиву openSUSE LEAP 42.3:

## Взаємодія
Офіційний дистрибутив Julia містить інтерактивний командний рядок, який називають цикл читання-обчислення-друку (REPL), який можливо застосовувати для швидкого експерименту та тестування коду. Наступний фрагмент є прикладом демонстраційного сеансу, де стрічки об'єднуються автоматично завдяки println:
```
julia>
 
p
(
x
)
 
=
 
2
x
^
2
 
+
 
1
;
 
f
(
x
,
 
y
)
 
=
 
1
 
+
 
2
p
(
x
)
y

julia>
 
println
(
"Hello world!"
,
 
" I'm on cloud "
,
 
f
(
0
,
 
4
),
 
" as Julia supports recognizable syntax!"
)

Hello world! I'm on cloud 9 as Julia supports recognizable syntax!

```